# بدر كشاني
بدر كشاني لاعب كرة قدم مغربي من مواليد سطات في 2 يناير 1990
، يلعب في مركز مهاجم بدأ اللعب سنة 2009 مع نادي الفتح الرباطي ولكن بداية تألقه كانت موسم 2011-2012 عندما أنهى الموسم هدافاً لفريقه بـ 9 أهداف في 24 مقابلة، كما أنه يلعب مع المنتخب المغربي الأولمبي منذ 2009 حيث لعب له 7 مباريات وسجل 3 أهداف، في يونيو 2012 وقع لنادي الرجاء البيضاوي لمدة 4 سنوات.

## روابط خارجية
- بدر كشاني على موقع الاتحاد الدولي (مؤرشف)  (الإنجليزية)
- بدر كشاني على موقع قاعدة بيانات كرة القدم.إي يو (الإنجليزية)